# Дар 21
«Дар 21» (арм. «Դար 21») — армянский музыкально-развлекательный телеканал, начавший вещание 1 ноября 1998 года. Поначалу «Дар 21» ретранслировал спортивный телеканал Eurosport, с 2001 года, из-за низкого рейтинга сменил профиль на музыкальный, сперва начав ретранслировать российский телеканал «Муз-ТВ», затем телекомпания начала производить собственные программы. «Дар 21» захватывает около 50% территории Армении, также телеканал доступен абонентам двух кабельных сетей в Армении — Ucom, Interactive TV и Eurocable. Количество потенциальных зрителей — около 1,7 миллиона. Исполнительный директор компании — Тамара Саркисян. Эфир телеканала состоит из музыкального и развлекательного контента. В настоящее время основную часть эфирного времени занимают не музыкальные, а развлекательные передачи. Музыкальный формат канала разнообразен — поп, рок, метал, хип-хоп, R’n'B, джаз, кантри, фолк. Около половины транслируемой музыки — армянская.
Офис телеканала располагается в Разданском ущелье в Ереване, рядом со стадионом «Раздан».
ЗАО Телекомпания Дар 21 входит в группу компаний МКР-медиа-Армения.
В декабре 2022 «Дар 21» не получил лицензию на вещание в общественном мультиплексе Армении.
По информации Armtimes.com телекомпания «Дар 21» принадлежит дочери бывшего депутата Парламента Армении Ашоту Агабабяну.
5 апреля 2014 г. телекомпания сменила название на 21TV и провела ребрендинг.

## Диджеи и ведущие
- Марина
- Джемма
- Ани
- Анна Геворкян
- Анаит Тер-Саркисян
- Эмма Геворкян
- Яна Даниелян
- Гарик
- Сурен Пахлеванян

## Программы
- «Siesta»
- «Player»
- «Retro Club»
- «Horoscope»
- «Desktop»
- «Hi-5»[7]
- «Fashion Code»
- «File Pro»
- «Image Code»
- «Non-Stop.am»
- «Non-Stop.com»
- «Музыкальный перекрёсток»
- «KAMOBLOG Досуг»
- «Ночь «Дар»-а»
- «Com.info»
- «Эфир OFF»
- «Итоги шоу-бизнеса года»[7]